# Żabynci (hromada Hukiw)
Żabynci (ukr. Жабинці) – wieś na Ukrainie, w obwodzie chmielnickim, w rejonie kamienieckim, w hromadzie Hukiw. W 2001 liczyła 762 mieszkańców.